# Timașevsk
Timașevsk (ru. Тимашевск) este un oraș din regiunea Krasnodar, Federația Rusă, cu o populație de 54.116 locuitori.